# Vedbend-torskemund
Vedbend-Torskemund (Cymbalaria muralis) er en 15-70 cm lang, krybende urt, der vokser på mure og stengærde. Efter bestøvning vokser den bort fra lyset.

## Beskrivelse
Vedbend-Torskemund er en flerårig, urteagtig plante med en klatrende, krybende eller hængende vækst. Stænglerne er kun let forgrenede, de er runde i tværsnit og lysebrune til lyst rødbrune. Bladene er spredtstillede, nyreformede eller hjerteformede og håndlappede med 5-7 helrandede lapper. Oversiden er græsgrøn og helt hårløs, mens undersiden er rødlig og ligeledes hårløs.
Blomstringen foregår i juni-september, hvor man finder blomsterne enkeltvis på korte stilke fra bladhjørnerne. De er 5-tallige og uregelmæssige med blegviolette kronblade og en gul plet på underlæben. Frugterne er kapsler med mange frø.
Rodsystemet er dybtgående og består af en kraftig hovedrod og mange, trævlede siderødder.
Højde x bredde og årlig tilvækst: 0,10 x 0,70 m (10 x 70 cm/år). Målene kan bruges til beregning af planteafstande i fx haver.
- blad
- blomst
- Frugter

## Voksested
Artens oprindelige udbredelsesområde var bjergene i Norditalien og på det nordlige Balkan. Den blev indført til andre europæiske lande som læge- og prydplante og er nu vidt udbredt over det meste af Europa og resten af verden. Den er knyttet til halvskyggede og fugtigt-varme klippe- og murrevner, gerne med et højt kalkindhold.
Arten er dominerende på murene i byen Krosno Odrzańskie i Polen, hvor den vokser sammen med bl.a. Alm. Hyld, Taks, Døvnælde, Ensidig Klokke, Gaffel-Vortemælk, Gærde-Snerle, Kirtel-Dueurt, Marts-Viol, Murrude, Rank Surkløver, Rundfinnet radeløv, Rød Stenurt, Rød Svingel, Skov-Stilkaks og Svaleurt

## Vokser bort fra lyset
Denne art har en usædvanlig måde at formere sig på. Den blomsterbærende stængel er først positivt fototropisk, dvs. at den vokser hen mod lyset. Efter bestøvning bliver den negativt fototropisk, sådan at den vokser bort fra lyset. Det medfører, at frøene bliver skubbet ind i mørke revner på de klippevægge, hvor den vokser, og hvor det er mere sandsynligt, at frøplanterne kan spire og vokse.
| Portal | Portal:Botanik |

## Note
1. ↑  A. Boratynski, H. Ratynska, B. Waldon og A. Bartczak: Flora and vegetation of walls in the town of Krosno Odrzanskie (Poland) (engelsk)
2. ↑  James Watnell Hart: Plant tropisms and other growth movements, 1990, ISBN 978-0-412-53080-7